# Gregor Arbet
Gregor Arbet, né le 19 juin 1983, à Tallinn, en République socialiste soviétique d'Estonie, est un joueur estonien de basket-ball. Il évolue au poste d'ailier.

## Palmarès
- Champion d'Estonie 2012, 2014